# Feria de la Paz y Confraternidad del Mundo Libre
La Feria de la Paz y Confraternidad del Mundo Libre fue una exposición internacional que se llevó a cabo en la Ciudad de Santo Domingo, República Dominicana (conocida como Ciudad Trujillo, para entonces) durante el régimen de Rafael Leónidas Trujillo desde el 20 de diciembre de 1955 hasta el 31 de diciembre de 1956.. Sirvió para varios propósitos para la dictadura, el principal de estos era la celebración de los 25 años en el poder del Generalísimo Trujillo y poder mostrar al mundo los logros económicos alcanzados durante esos veinticinco años, así también como para desviar la atención internacional de las violaciones de derechos humanos que estaba siendo cometidas en el país. 

## Planificación
Debido al revés diplomático internacional que había sufrido el régimen en la primera mitad de los años 50s y sumado a esto la desaceleración de la economía, los ministros y de Trujillo convinieron con El Jefe, celebrar un acto internacional en el 25 aniversario del ascenso de Trujillo al poder para elevar la moral de los seguidores trujillistas y acallar las llamadas internacionales en contra del régimen por sus repetidas violaciones a los derechos humanos
Marian Ogando fue nominada como presidenta de la comisión organizadora en julio de 1955. Una extensión de tierra del extremo oeste de la ciudad capital fue destinada para la feria. El diseño de la feria es del arquitecto dominicano Guillermo González Sánchez,  graduado en la Universidad Yale, Estados Unidos. Luego hizo estudios de posgrado en Europa. Se radicó  definitivamente en el país a mediados de 1946 y de inmediato emprendió estudios dirigidos a transformar la fisonomía de la ciudad. El hotel Paz (hoy Hispaniola) forma parte de su aval profesional.
Su construcción se hizo en un tiempo récord de algo más de un año y sobre el costo real de la obra se ha especulado bastante. Los comentarios más generalizados señalan una inversión de 20 millones de pesos. Contó con la participación de cuarenta y dos naciones. Las edificaciones de la feria fueron completadas en un tiempo relativamente corto de solo seis meses, sin embargo, faltando poco para el 20 de diciembre un tercio de las estructuras de exhibición no estaba lista aún.

## La Feria
El 20 de diciembre de 1955, Héctor Trujillo cortó la cinta para dar inauguración a la feria y Rafael Leónidas Trujillo pronunció un discurso con el resumen de sus logros.  La hija de Trujillo, Angelita Trujillo fue coronada "Reina de la Feria de la Paz", cuando solo tenía 16 años de edad. Su vestido, de color blanco, bordeado con 600 pieles de armiño ruso, con un valor de $ 80,000 dólares, confeccionado en Fontana, Roma. Además de portar un cetro de oro y una corona.
Durante una semana la Feria exhibió la riqueza agropecuaria, industrial y comercial del país en un perímetro comprendido dentro de lo que hoy se denomina Centro de los Héroes.
En presencia de representantes diplomáticos, dignatarios eclesiásticos y de los más altos funcionarios civiles y militares, el presidente Héctor B. “Negro”  Trujillo Molina, acompañado de su hermano, el Generalísimo Trujillo, cortó la cinta que dio acceso a la exhibición.
El acto central se efectuó en el edificio que ocupa el Cabildo del Distrito Nacional, frente al Consejo Estatal del Azúcar (CEA), en la calle Fray Cipriano de Utrera,  donde Trujillo pronunció un discurso para detallar lo que llamó “logros alcanzados con patriotismo, trabajo y honestidad”.
Luego del Himno Nacional, el presidente de la Junta Ejecutiva Pro Celebración del 25 aniversario de la Era de Trujillo, y gobernador del Distrito Nacional, señor Virgilio “Don Chucho” Álvarez Pina,  destacó la significación de la feria y su calidad de 

…Monumento vivo y permanente a la ímproba labor realizada por el generalísimo Trujillo a favor del pueblo dominicano...

Don Cucho concluyó su intervención con estas palabras:

…Recibid, generalísimo de los Ejércitos Nacionales; recibid, maestro, estadista, conductor, apóstol y caudillo, el homenaje de vuestro pueblo que os saluda hoy como el primer hijo de la Patria y como el más grande repúblico y gobernante nacido en tierra dominicana.

Monseñor Salvatore Sino, nuncio de Su Santidad, bendijo la Feria, y acto seguido el presidente “Negro” Trujillo colocó al general Rafael L. “Ramfis” Trujillo hijo la medalla de ascenso al grado de teniente general, “en reconocimiento a sus muy valiosos servicios al país”.

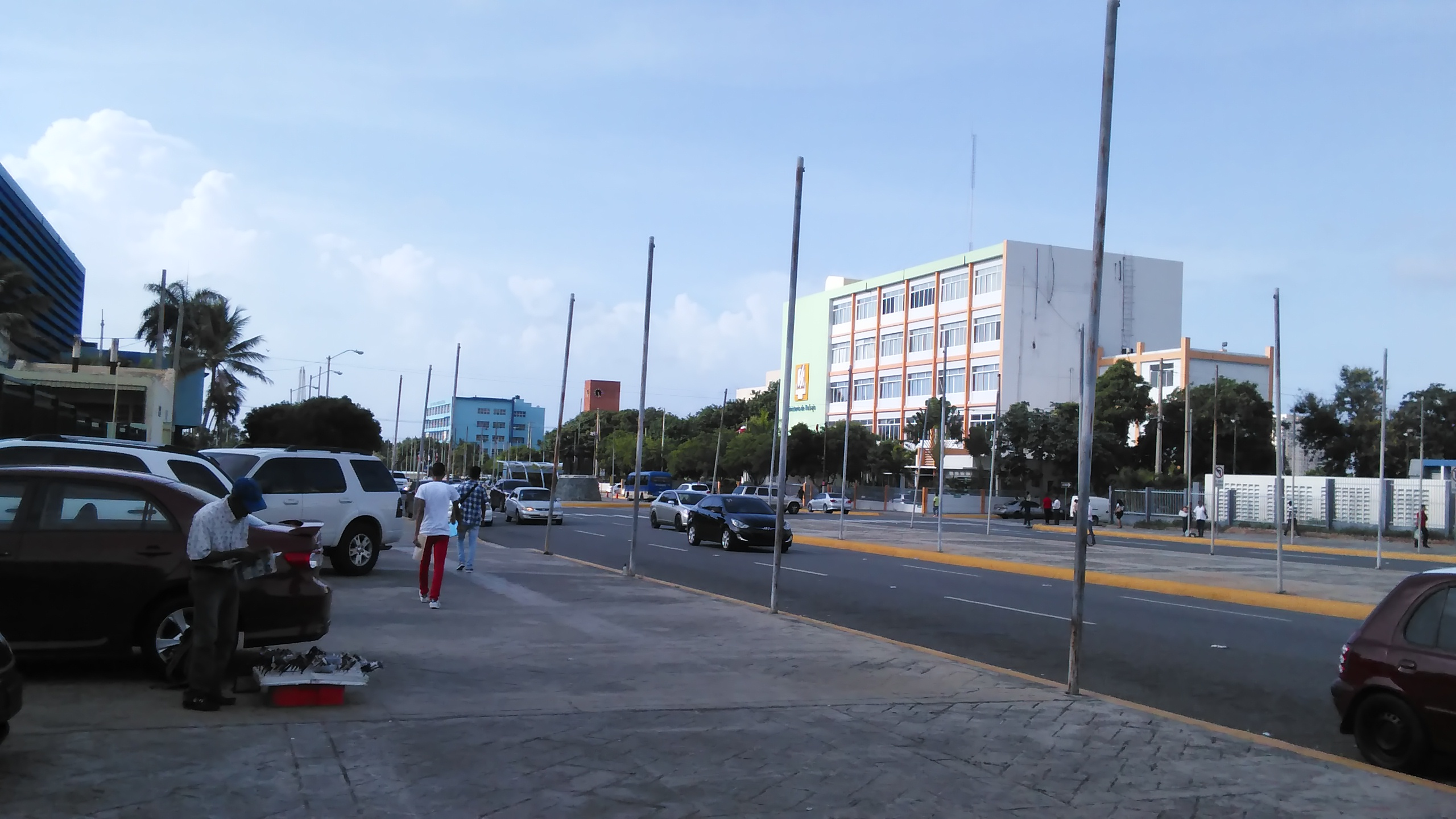
Centro de los Héroes en 2017

Junto a los gobernantes tomó asiento en el palco de honor la reina de la Feria, Su Graciosa Majestad Angelita I, quien, en compañía de sus damas, dio un toque de juventud y de alegría al solemne acontecimiento, según relata el periódico La Nación de la fecha.En la Plaza de las Naciones, la entrada a la exhibición, dos largas piezas esculturales fueron levantadas, un arpa entonando los vientos y un coloso (Atlas o Apolo), con los brazos en alto sosteniendo una paloma y el universo; ambas estructuras fueron destruidas por el huracán David en 1979. Setenta y cinco edificios permanentes se construyeron para la feria. Xavier Cugat y su banda fueron contratados entre otros para el entretenimiento. La canción para esa ocasión "Ay que merengue baila la gente" Edificios permanentes notables son el Ayuntamiento y el Congreso Nacional, ambos por Guillermo González Sánchez, y el Teatro Agua y Luz de Carles Buigas. En la feria se exhibieron artículos y productos agrícolas dominicanos al público internacional. Una exposición de ganado fue de especial interés para Trujillo por su interés en la cría de ganado.
Entre los presidentes que visitaron la feria esta Kubitschek de Brasil y dignatarios de muchos países.

## Legado
Muchas de las estructuras físicas de la feria han sobrevivido; varios de los edificios permanentes fueron entregados para su uso como oficinas de gobierno. Económicamente, sin embargo, el resultado fue decepcionante ya que la asistencia estuvo por debajo de lo esperado y las inversiones no se materializaron. El costo de $ 30 millones fue un gasto considerable igual a un tercio del presupuesto anual. Crassweller juzgo la feria como "una desgracia costosa"
ya que el país se encontraba en crisis y este evento no hizo más que empobrecer más al país abatido por la dictadura.

## Literature
- Álbum de oro de la Feria de la Paz y Confraternidad del Mundo Libre. Editora del Caribe, Ciudad Trujillo, 1956

- Datos: Q5429970
- Multimedia: Feria de la Paz y Confraternidad / Q5429970